# 히가시아마기역
히가시아마기역(일본어: 東甘木駅)은 일본 후쿠오카현 오무타시에 위치한 서일본 철도 덴진오무타 선의 역이다. 역 번호는 T47이다.

## 역사
- 1952년 1월 6일: 영업 개시. 단, 동년 11월 1일 개통으로 표현된 문헌도 존재한다[1].
- 1995년 3월 31일: 역사 개축 공사 준공, 현재의 역사이다.
- 2017년 2월 1일: 역 번호 도입.

## 역 구조
상대식 승강장 2면 2선의 지상역이다.

### 승강장
| 1 | ■ 덴진오무타 선 | 신사카에마치・오무타 방면             |
| 2 | ■ 덴진오무타 선 | 야나가와・구루메・후쿠오카(덴진) 방면 |

## 역 주변
- 구마모토 지방도로・후쿠오카 지방도로 10호 난칸오무타키타선
- 아마기 산(아마기 공원)
- 오무타 시립 아마기 중학교
- 세이슈 고등학교
- 규슈 신칸센 신오무타 역 - 본 역에서 북동쪽으로 약 4km

## 인접역
| 서일본 철도 ■ 덴진오무타 선               | 서일본 철도 ■ 덴진오무타 선 | 서일본 철도 ■ 덴진오무타 선    |
| ----------------------------------------- | --------------------------- | ------------------------------ |
| T46 구라나가 니시테쓰 후쿠오카(덴진) 방면 | ■ 보통                      | 니시테쓰긴스이 T48 오무타 방면 |